# Puya ferruginea
Puya ferruginea är en gräsväxtart som först beskrevs av Hipólito Ruiz López och Pav., och fick sitt nu gällande namn av Lyman Bradford Smith. Puya ferruginea ingår i släktet Puya och familjen Bromeliaceae. Inga underarter finns listade i Catalogue of Life.